# Nutter Fort (Virginia Occidental)
Nutter Fort es un pueblo ubicado en el condado de Harrison en el estado estadounidense de Virginia Occidental. En el Censo de 2010 tenía una población de 1593 habitantes y una densidad poblacional de 726,16 personas por km².

## Geografía
Nutter Fort se encuentra ubicado en las coordenadas 39°15′37″N 80°19′34″O / 39.26028, -80.32611. Según la Oficina del Censo de los Estados Unidos, Nutter Fort tiene una superficie total de 2.19 km², de la cual 2.19 km² corresponden a tierra firme y (0%) 0 km² es agua.

## Demografía
Según el censo de 2010, había 1593 personas residiendo en Nutter Fort. La densidad de población era de 726,16 hab./km². De los 1593 habitantes, Nutter Fort estaba compuesto por el 96.42% blancos, el 0.75% eran afroamericanos, el 0.19% eran amerindios, el 0.5% eran asiáticos, el 0% eran isleños del Pacífico, el 0.25% eran de otras razas y el 1.88% pertenecían a dos o más razas. Del total de la población el 1.32% eran hispanos o latinos de cualquier raza.